# 6144 Kondojiro
6144 Kondojiro è un asteroide della fascia principale esterna	. Scoperto nel 1994, presenta un'orbita caratterizzata da un semiasse maggiore pari a 4,7814980 UA e da un'eccentricità di 0,3588874, inclinata di 5,86172° rispetto all'eclittica.
L'asteroide è dedicato al giapponese Jiro Kondo, egittologo di professione e astrofilo per passione.